# Ermengarda de Anjou, duquesa de Borgoña
Ermengarda de Anjou (h. 1018-1076), fue una duquesa consorte de Borgoña. Era hija del conde Fulco III de Anjou e Hildegarda de Sundgau. A veces se la conoce como Ermengarde-Blanche.
En primer lugar, se casó en primeras nupcias alrededor del año 1035, con Godofredo, conde de Gâtinais (en francés, Geoffroy), llamado Ferréol y a veces conocido como Aubri, señor de Château-Landon. Juntos tuvieron los siguientes hijos:
- Hildegarda de Château-Landon, se casó h. 1060 con Joscelino I, señor de Courtenay[2]
- Godofredo III, conde de Anjou[2]
- Fulco IV, conde de Anjou[2]

Se casó en segundo lugar con Roberto I, duque de Borgoña. Juntos tuvieron una hija:
- Hildegarda (h. 1056–1104), quien se casó con el duque Guillermo VIII de Aquitania[3]